# خیابان جرمین
خیابان جرمین (انگلیسی: Jermyn Street) یک خیابان یک‌طرفه در لندن، انگلستان است.
این خیابان که در وست‌مینستر قرار دارد ۰٫۵ کیلومتر طول دارد از سمت شرق به هیمارکت و از سمت غرب به خیابان سمت جیمزس محدود میشود.
مغازه‌های خیابان جرمین به صورت سنتی محل فروش پیراهن و دیگر لباس‌های آقایان همانند کلاه، کفش، ادکلن، بندشلوار می‌باشد.